# Dove Valley
Dove Valley – jednostka osadnicza w Stanach Zjednoczonych, w stanie Kolorado, w hrabstwie Arapahoe.